# Unimak

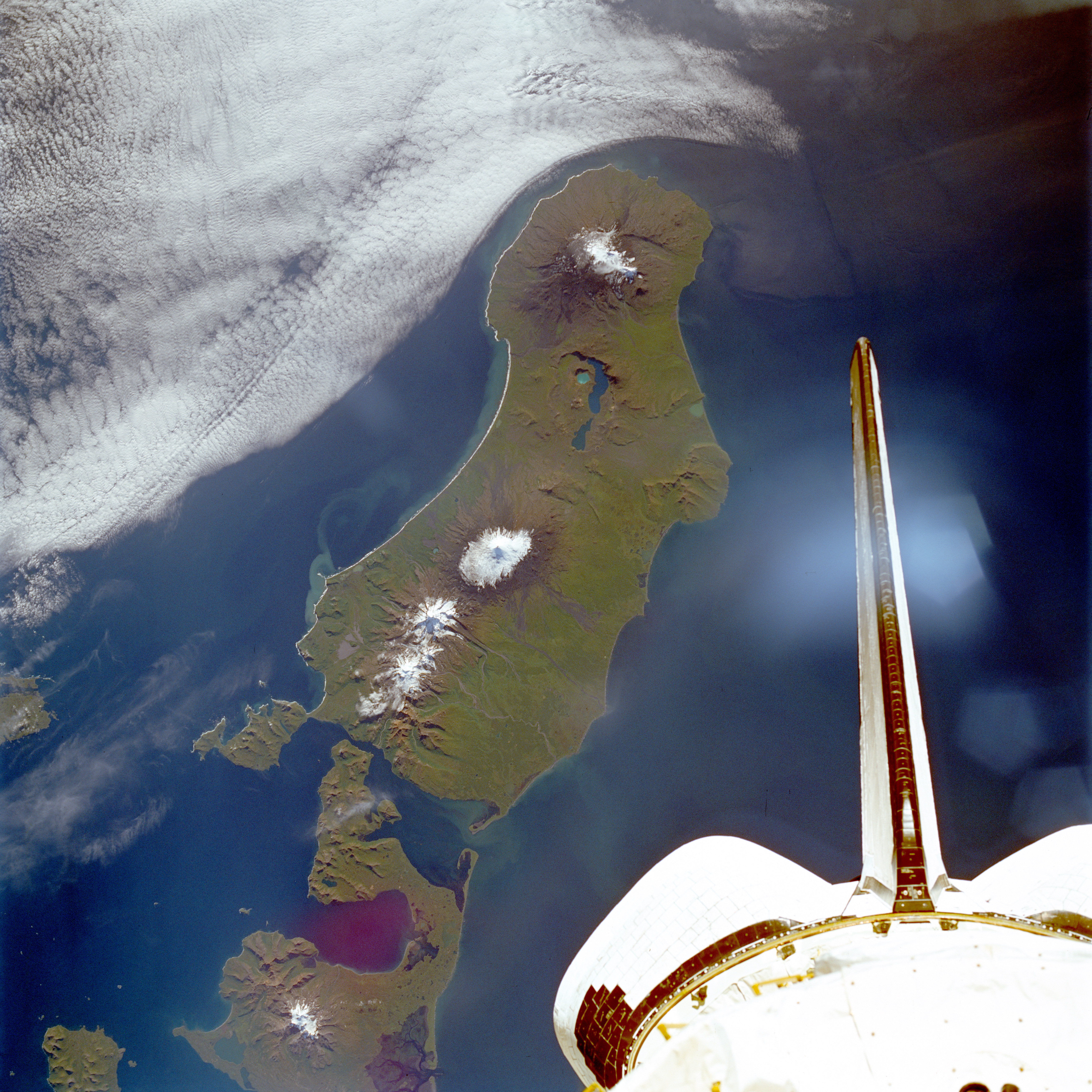
Unimak

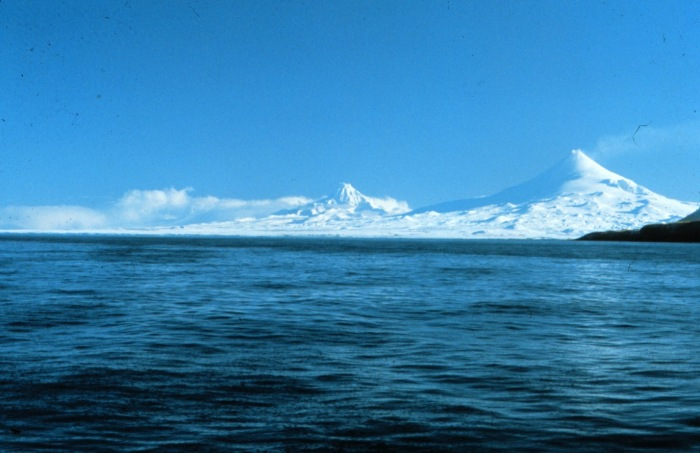
Vulcanii Shishaldin și Isanotski

Insula Unimak este cea mai mare dintre Insulele Aleutine. Insula este situată la est de celelate insule fiind seaparată de continent printr-un canal îngust care se deschide în golful Bechevin Bay. Spre sud-est insula are o peninsulă cu capul  Kap Pankof. Pe insula Unimak se află vulcanul Shishaldin (2857 m) unul dintre cei mai activi vulcani din lume. Pe lângă acest vulcan se mai află în vestul insulei vulcanul Pogromni (2002 m). O mare parte din teritoriul insulei  Unimak este acoperit de ghețari care se întind până la țărm.

## Fauna
Din cauza climei aspre pe insulă trăiesc animale puține printre aceștia se numără renii (Caribous), ursul brun și vulpea.